# Bingo Smith
Robert "Bingo" Smith (Memphis, Tennessee; 26 de febrero de 1946-26 de octubre de 2023) fue un jugador de baloncesto estadounidense. Con 1.96 metros de estatura, jugaba en el puesto de Escolta.

## Carrera
Fue elegido en la 6.ª posición del Draft de la NBA de 1969 por San Diego Rockets, procedente de la Universidad de Tulsa. Su primera temporada en la liga jugó 75 partidos promediando 7.3 puntos y 4.4 rebotes por noche. La siguiente temporada fichó por Cleveland Cavaliers, donde militó hasta la campaña 1979-1980. Sus 9 temporadas y media en los Cavs le convirtieron en uno de los jugadores más importantes de la franquicia, ayudando en 1976 ha alzarse con el campeonato de división.
Tras ocho partidos de la temporada 1979-80, fue traspasado a San Diego Clippers, antes de su retirada del baloncesto. Sus promedios a lo largo de su carrera fueron de 12.6 puntos y 4.2 rebotes.

## Estadísticas de su carrera en la NBA

### Temporada regular
| Año     | Equipo    | PJ  | PT | MPP  | %TC  | %3P  | %TL  | RPP | APP | ROB | TPP | PPP  |
| ------- | --------- | --- | -- | ---- | ---- | ---- | ---- | --- | --- | --- | --- | ---- |
| 1969-70 | San Diego | 75  | —  | 16.0 | .427 | —    | .688 | 4.4 | 1.0 |     |     | 7.3  |
| 1970-71 | Cleveland | 77  | —  | 30.3 | .448 | —    | .761 | 5.6 | 3.4 |     |     | 15.2 |
| 1971-72 | Cleveland | 82  | —  | 33.3 | .443 | —    | .795 | 6.1 | 3.0 |     |     | 15.0 |
| 1972-73 | Cleveland | 73  | —  | 14.6 | .444 | —    | .790 | 2.7 | 1.5 |     |     | 8.2  |
| 1973-74 | Cleveland | 82  | —  | 31.9 | .443 | —    | .822 | 5.3 | 2.4 | 1.1 | .4  | 14.8 |
| 1974-75 | Cleveland | 82  | —  | 32.1 | .483 | —    | .825 | 5.0 | 2.8 | 1.0 | .3  | 15.9 |
| 1975-76 | Cleveland | 81  | —  | 28.9 | .442 | —    | .816 | 4.2 | 1.9 | .7  | .4  | 13.6 |
| 1976-77 | Cleveland | 81  | —  | 26.4 | .446 | —    | .818 | 3.9 | 1.9 | .8  | .4  | 14.5 |
| 1977-78 | Cleveland | 82  | —  | 19.3 | .439 | —    | .800 | 2.5 | 1.1 | .5  | .3  | 10.3 |
| 1978-79 | Cleveland | 72  | —  | 22.9 | .460 | —    | .783 | 2.9 | 1.7 | .6  | .1  | 11.2 |
| 1979-80 | Cleveland | 8   | —  | 16.9 | .458 | .200 | .875 | 1.8 | .9  | .4  | .3  | 9.3  |
| 1979-80 | San Diego | 70  | —  | 28.4 | .430 | .289 | .869 | 3.5 | 1.3 | .8  | .2  | 11.7 |
| Total   | Total     | 865 | —  | 25.9 | .449 | .284 | .798 | 4.2 | 2.0 | .8  | .3  | 12.6 |

### Playoffs
| Año   | Equipo    | PJ | PT | MPP  | %TC  | %3P | %TL   | RPP | APP | ROB | TPP | PPP  |
| ----- | --------- | -- | -- | ---- | ---- | --- | ----- | --- | --- | --- | --- | ---- |
| 1976  | Cleveland | 13 | —  | 29.2 | .433 | —   | .880  | 3.3 | 2.3 | .8  | .2  | 12.6 |
| 1977  | Cleveland | 3  | —  | 19.0 | .231 | —   | 1.000 | 2.7 | 1.3 | 1.0 | .3  | 7.0  |
| 1978  | Cleveland | 2  | —  | 17.0 | .615 | —   | —     | 1.5 | .5  | .5  | .0  | 8.0  |
| Total | Total     | 18 | —  | 26.1 | .407 | —   | .893  | 3.0 | 1.9 | .8  | .2  | 11.2 |